# گرداب گناه
گرداب گناه فیلمی به کارگردانی و نویسندگی مهدی رئیس فیروز محصول سال ۱۳۴۷ است.

## خلاصه داستان
«بهروز» جوان ثروتمندی است که در کافه‌های شهر به عیاشی و قمار می‌پردازد و اعتنایی به همسرش «پوری» و فرزندش «سعید» ندارد…

## بازیگران
- بهروز وثوقی
- پوری بنایی
- جمشید مهرداد
- محمد عبدی
- مینا
- خلیل طلایی
- حسین محسنی
- میترا
- ستاره
- محمدرضا رفیعی
- علی میری